# Neverwinter Nights
Neverwinter Nights – komputerowa gra fabularna stworzona przez BioWare i wydana przez Atari, pierwsza część serii Neverwinter Nights. Jej światowa premiera odbyła się 16 czerwca 2002 na platformie Microsoft Windows. W Polsce została wydana 20 listopada 2002 przez CD Projekt. W czerwcu 2003 roku powstała wersja na Linuxa, którą udostępniono w wersji cyfrowej każdemu, kto wcześniej kupił grę. Edycja na OS X została wydana w sierpniu tego samego roku przez MacSoft.
Produkcja przedstawia wydarzenia rozgrywające się w fikcyjnym świecie Zapomnianych Krain na kontynencie Faerûn. Jej mechanika oparta jest na trzeciej edycji gry fabularnej Dungeons & Dragons. Fabuła tytułu koncentruje się na chorobie panującej w mieście Neverwinter. Zadaniem gracza jest ustalenie, kto ją wywołał i czemu to zrobił.
Neverwinter Nights zostało dobrze przyjęte przez recenzentów. Krytycy chwalili rozbudowany i ciekawy wątek fabularny oraz wierną adaptację systemu Dungeons and Dragons. Do gry zostały wydane dwa dodatki: Shadows of Undrentide i Hordes of the Underdark, a także Kingmaker, zestaw przygód stworzonych przez graczy. 31 października 2006 roku odbyła się premiera jej kontynuacji zatytułowanej Neverwinter Nights 2.

## Fabuła
Historia gry rozpoczyna się w Neverwinter, mieście położonym na północy Wybrzeża Mieczy, uchodzącym za wspaniałe, niezwykle okazałe i tętniące życiem centrum okolicznej cywilizacji. Dla lokalnych mieszkańców stanowi enklawę pośród dzikiej przyrody oraz niezamieszkanych części Faerûnu i nazywane jest z tego względu Klejnotem Północy. Miastem rządzi lord Nasher Alagondar, a jego prawą ręką jest paladynka lady Aribeth de Tylmarande. Po tym, jak w mieście wybucha choroba, bramy miasta zostają zamknięte dla zapewnienia mieszkańcom bezpieczeństwa. Poza lordem Nasherem i paladynką Aribeth w przezwyciężeniu zarazy pomaga także kapłan Desther i, będący kochankiem Aribeth, młody kleryk Fenthick.
Akcja gry rozpoczyna się w momencie wybuchu owej nieznanej choroby zabijającej mieszkańców, którą nazwano Wyjącą Śmiercią. Nikt nie zna jej przyczyny, nie posiada na nią lekarstwa ani nie zna sposobu jej rozprzestrzeniania się. Władcy Neverwinter wyznaczają nagrodę i ogłaszają poszukiwania bohatera, który wraz z lokalną strażą miejską odnalazłby przyczyny tragedii nawiedzającej miasto. Jednocześnie Aribeth prosi o pomoc czarodzieja z Waterdeep, Khelbena „Czarnokija” Arunsuna. Ten przysyła cztery istoty: kuroliszka, pożeracza mózgu, yuan–ti oraz driadę. Zostają one zamknięte w akademii, gdzie według instrukcji maga ich organy mają zostać wykorzystane do stworzenia antidotum. W międzyczasie na wezwanie paladynki odpowiada tłum śmiałków, a jednym z nich jest postać gracza. Po udanym zakończeniu treningu, gdy postać rozmawia z Aribeth, akademia zostaje zaatakowana, w rezultacie czego ginie wiele osób, zaś cztery stworzenia uciekają. Zadaniem gracza jest odnalezienie utraconych składników antidotum. Podczas podróży gracz jest wielokrotnie atakowany przez sektę zwaną „Ludem Oka”. Po ponownym sprowadzeniu wszystkich składników do zamku Never następuje rytuał stworzenia leku i zaraz po jego wytworzeniu okazuje się, że kapłan Desther jest zdrajcą. Ucieka razem z antidotum do pobliskiej Twierdzy Helma, a za nim podąża Fenthick, który nieświadomie pomagał w jego oszustwie. Gracz po dotarciu na miejsce odkrywa, że Desther nie jest Helmitą i działa z rozkazu „pradawnych”. Następuje pojedynek, po którym Desther poddaje się i wraca do Neverwinter pod eskortą straży. Pod naporem tłumu fałszywy Helmita zostaje spalony, a Fenthick powieszony.
Mimo że lek na zarazę został odnaleziony, lord Nasher wydaje rozkaz odnalezienia sekty, która za nią stała. Akcja gry przenosi się na północ do portu Llast, gdzie gracz poznaje Aarina Genda, mistrza szpiegów władcy Neverwinter, który zdobył informacje o dziwnych zajściach w okolicy. Aribeth stwierdza, że zaatakuje twierdzę sekty dopiero wtedy, gdy znajdzie dowody, które ukażą jej lokalizację. Zadaniem gracza jest odnalezienie dzienników ukazujących ową lokalizację, z których jeden odnajduje w krainie ducha kniei Neverwinter, a drugi we wiosce Czarnydrzew. Ich treść potwierdza, że centrum kultu oka znajduje się w głównej wieży Luskanu, w efekcie czego Aribeth i Aarin postanawiają przenieść się do świątyni Tyra w Luskanie. Gdy gracz dostaje się do miasta, okazuje się, że paladynka zniknęła. Używając fałszywych dokumentów postać dostaje się do wieży jako ambasador Mulhorandu. Na jej szczycie odnajduje Aribeth wraz z jaszczurzą istotą Moragą i przywódcą sekty Maugrimem Korothirem. Postać jest świadkiem, jak Aribeth wyrzeka się swego boga i staje się czarną strażniczką. Moraga opisuje swój plan przebudzenia armii „pradawnych” i prosi Maugrima o odnalezienie starożytnych artefaktów zwanych „słowami mocy”, po czym cała trójka znika.
Wdrażając swój plan w życie, Moraga wysyła armie Luskanu pod wodzą Aribeth do Neverwinter, po drodze przyłączając do siebie jako sojuszników niektóre uthgardzkie plemiona. W tym samym momencie w obronie Klejnotu Północy pomaga Przymierze Lordów. Gracz razem z Aarinem podróżuje na północ do wioski Studnia Beorunny w celu odnalezienia pozostałych słów mocy poza tym, które posiada Maugrim. Aarin zaleca graczowi poszukanie pomocy u archeologa Lilliany Cambridge. Postać odnajduje ją w lokalnej tawernie, po czym Liliana prosi o odszukanie zaginionego przedmiotu o nazwie zimowa kula. W zamian za pomoc kobieta opowiada o „pradawnych” i ich artefaktach, co w efekcie pomaga graczowi odnaleźć słowa mocy. Pierwsze zostaje odnalezione w innym wymiarze wewnątrz zimowej kuli, kolejne są w skarbcu smoka Klautha i w ruinach rasy stwórców. Postać razem z Aarinem wracają do oblężonego Neverwinter. Będąc w mieście gracz odnajduje Aribeth; po stoczonej walce może ją zabić albo wtrącić do więzienia. Później postać spotyka Maugrima w jego sanktuarium i zabija go, zabierając ostatnie słowo mocy. Wchodząc w portal, przenosi się do Kamienia Dusz, gdzie znajduje się Moraga. Po jej pokonaniu Kamień Dusz ulega zniszczeniu, a gracz wraca do Neverwinter.

## Rozgrywka
Mechanika Neverwinter Nights oparta jest na zasadach trzeciej edycji Dungeons & Dragons. Wynik większości akcji, takich jak rzucenie czaru czy zaatakowanie przeciwnika, jest generowany losowo na podstawie rzutu kośćmi. Gra zaczyna się od stworzenia własnej postaci lub zaimportowania jednej z gotowych. Gracz ma możliwość wyboru między innymi płci, klasy, rasy oraz charakteru. Historia opowiedziana w grze jest podzielona na prolog i cztery rozdziały. Każdy z nich rozgrywa się na innym terenie, a gracz nie może wrócić do wcześniej odwiedzonych lokacji. Początkowa część prologu zawiera samouczek. Gracz steruje stworzonym wcześniej bohaterem z perspektywy trzeciej osoby po zamkniętych lokacjach. Za wykonywanie zadań przyznawana jest nagroda w postaci punktów doświadczenia, złota, przedmiotów bądź punktów charakteru. Poza główną linią fabularną dostępne są zadania poboczne, dzięki którym gracz może dowiedzieć się więcej o świecie gry lub o przeszłości towarzyszy. Gdy postać osiągnie wymaganą liczbę punktów doświadczenia, awansuje na kolejny poziom.
Gracz w każdej chwili może użyć „Kamienia Przywołania”, który przenosi go do najbliższej świątyni lub miasta. Na dole ekranu widnieje pasek skrótów, który pozwala na szybkie aktywowanie przedmiotów bądź umiejętności. Zdobyte przedmioty mogą być sprzedane u jednego z kupców. Stosunek kupca do bohatera wpływa na ceny towarów. Najbliższa okolica jest ukazana na minimapie, na której oznaczone są najważniejsze miejsca. Ponadto gracz ma możliwość dodania własnych punktów. Do dyspozycji oddano też dziennik, gdzie spisane są aktualne i zakończone zadania. Istnieje także możliwość rozstawiania własnych pułapek. W przypadku gdy gracz zgubi przedmiot ważny dla rozwoju głównego wątku, pojawi się on w kadzi wróżebnej dostępnej w każdym mieście.
W trakcie rozgrywki gracz może zwerbować towarzysza. Można wydawać mu polecenia, np. otworzenie skrzyni lub rzucenie konkretnego czaru. W przypadku śmierci towarzysza odradza się on w najbliższej świątyni. Przez większość czasu gry istnieje możliwość wymiany najemnika na innego. Pomimo że towarzysze awansują na wyższe poziomy, gracz nie może zmieniać ich statystyk i uzbrojenia. Dostępni najemnicy to: Linu La’neral – elficka kapłanka bogini Sehanine, Sharwyn – kobieta bard ze szlacheckiej dzielnicy Neverwinter, Czarnystawu, Daelan Czerwony Tygrys – półork, barbarzyńca wygnany z plemienia z Uthgardu, Tom „Szczerba” Szubienicznik (także Wyszczerz) – niziołek, łotrzyk, który uciekł z Calimportu, Grimgnaw – krasnoludzki mnich z Zakonu Długiej Śmierci i Boddyknock Glinckle – gnom, czarownik z wyspy Lantan.
Walka jest prowadzona w systemie turowym znanym z Dungeons & Dragons. W jej trakcie istnieje możliwość włączenia aktywnej pauzy, podczas której gracz może wydawać polecenia swojej postaci i towarzyszowi. Gdy główna postać zginie, może się odrodzić w tym samym miejscu za odpowiednią kwotę pieniędzy. W grze nie ma many; wszystkie czary i umiejętności specjalne są odnawiane po odpoczynku. W każdym momencie gracz może przeczytać opis przeciwnika, skalę zagrożenia, a także przybliżoną liczbę punktów życia.
W trybie gry wieloosobowej jest możliwość wcielenia się w mistrza gry, który ma pełną władzę nad serwerem. Na każdym serwerze mogą przebywać jednocześnie maksymalnie 64 osoby. Zarówno w trybie jednoosobowym, jak i wieloosobowym można używać emotikon.

## Edytor Aurora
Edytor Aurora to zestaw narzędzi dołączony zarówno do zwykłej wersji gry, jak i diamentowej edycji, w której zawarte są wszystkie dodatki. Umożliwia on tworzenie własnych modułów do gry dla jednego i wielu graczy. Każdy teren stworzony w edytorze jest podzielony na kwadraty tej samej wielkości. Podczas tworzenia modułu możliwe jest dodanie potworów, bohaterów niezależnych czy budynków. Każdy obszar może także posiadać efekty dźwiękowe i elementy interaktywne takie jak drzwi lub pułapki. Fani Neverwinter Nights stworzyli wiele modyfikacji w edytorze Aurora, między innymi remake gry Eye of Beholder z 1990 roku.

## Produkcja i wydanie
Pierwsze rozmowy na temat Neverwinter Nights odbyły się w 1997 roku, a prace nad nią rozpoczęły się w styczniu 1998 roku. Początkowo gra miała się skupiać na trybie wieloosobowym, lecz po upływie kilku miesięcy zmieniono główne założenia. Według producenta Trenta Ostera głównym miastem w grze od początku było Neverwinter, a celem BioWare było przeniesienie graczy z MMORPG Neverwinter Nights i zbudowanie podobnej grupy fanów. Tytuł gry nawiązuje do miasta Faerûnu – Neverwinter, na podstawie którego stworzono także pierwszą sieciową grę RPG z interfejsem graficznym. Pierwsze doniesienia o tworzeniu gry pojawiły się w maju 1999 roku, natomiast oficjalna zapowiedź odbyła się w sierpniu 1999 roku na Gen Conie. Podczas pracy nad grą BioWare kontaktowało się z przedsiębiorstwem Wizards of the Coast, w celu uzgodnienia wszystkich zmian zachodzących w kolejnej edycji Dungeons & Dragons.
Początkowo tytuł miał być wydany przez Interplay Entertainment, lecz we wrześniu 2001 roku spółka została pozwana przez twórców o bezprawne sublicencjonowanie gier i nieuregulowane płatności. Ostatecznie wydawcą gry zostało przedsiębiorstwo Infogrames, ale premiera została przesunięta na lato 2002 roku. W marcu 2002 roku udostępniono intro z gry, w którym młody lord Nasher walczy z minotaurem. Zapisy na otwarte beta testy gry zaczęto w kwietniu 2002 roku. W maju wydano wersję testową edytora Aurora. Za ścieżkę dźwiękową odpowiedzialny jest Jeremy Soule.
Gra trafiła do tłoczni 12 czerwca 2002 roku. Przed oficjalną premierą twórcy wystawili dwa egzemplarze gry z własnymi podpisami na aukcji. Zebrany dochód przeznaczono na cele charytatywne. Wersja demonstracyjna prezentująca prolog gry została udostępniona w grudniu 2002 roku. W edycji kolekcjonerskiej dodano ścieżkę dźwiękową, plakat, podkładkę pod myszkę, koszulkę i książkę ze szkicami. Po opóźnieniu polska edycja trafiła do sklepów w listopadzie 2002 roku. Po premierze zostało wydanych wiele aktualizacji. Poprawiono błędy techniczne, a także dodano m.in. klasy prestiżowe w obu rozszerzeniach. Wydano także edycję platynową i diamentową, w skład których wchodzi podstawowa gra, oba dodatki, moduły i aktualizacje. W sierpniu 2005 roku wydano zestaw trzech modyfikacji: Kingmaker, ShadowGuard i Witch’s Wake. W czerwcu 2012 roku wyłączono serwery gry i jej dodatków.

## Odbiór gry
Neverwinter Nights zostało pozytywnie odebrane przez krytyków, zyskując średnią ocen 91% na serwisie Metacritic. Greg Kasavin ze strony GameSpot opisał ją jako „jedną z tych niezmiernie rzadkich gier, która ma do zaoferowania coś dla każdego, nawet osób które nie lubią cRPG”. Redakcja amerykańskiej edycji czasopisma „PC Gamer” nazwała grę „pełnym zestawem i klasykiem na wieki”. Chris Chan z New Straits Times powiedział „Neverwinter Nights jest marzeniem każdego gracza RPG”. Gra została kilkukrotnie porównana do Icewind Dale II, gdy ta miała swoją premierę. Według magazynu PC Format „w świetle Neverwinter Nights w grze jest niewiele wyjątkowych rzeczy, które się na tyle wyróżniają, żeby ją polecić”. Recenzent PC Zone stwierdził, że Icewind Dale II nie dorównuje jakością rozgrywki grze Neverwinter Nights”.
Redakcja GamePro uznała grafikę za wspaniałą, a muzykę za niedoścignioną. Michael Lafferty z GameZone pochwalił animacje w trakcie walki i uznał efekty czarów za dobrze wykonane. Negatywnie ocenił natomiast modele postaci, twierdząc, że są do siebie podobne. Raymond Padilla z GameSpy nie uznał oprawy graficznej za imponującą, mówiąc „największa i prawdopodobnie jedyna rażąca wada tej gry to jej grafika”. W momencie premiery, gra była postrzegana jako pierwsza, w której poprawnie zastosowano funkcję mistrza gry. Raymond Padilla dojrzał wielki potencjał w trybie wieloosobowym dzięki użyciu edytora Aurora i funkcji mistrza gry.
Peter Suciu z magazynu „Newsweek” nazwał grę „prawdopodobnie najbogatszym doznaniem fantasy na PC”. Greg Kasavin stwierdził, że Neverwinter Nights nie jest pierwszą grą z zasadami opartymi na tych z trzeciej edycji Dungeons & Dragons, ale jest pierwszą, która robi to tak dobrze. Piotr Deja z serwisu Gry-Online pozytywnie ocenił „świat gry tętniący własnym życiem, gdzie można zatracić się bez reszty”.
Gra otrzymała łącznie ponad 80 nagród zarówno przed, jak i po premierze. Na targach E3 wielokrotnie przyznawano jej tytuł najlepszej gry RPG, trzy lata z rzędu od E3 Game Critics Award (2000–2002), a w 2002 roku od GameSpy i Game Revolution. Od organizacji BAFTA i Games Magazine otrzymała wyróżnienie gry roku. Serwis RPG Vault nagrodził Neverwinter Nights za muzykę, scenariusz, edytor Aurora i budowanie społeczności wokół gry. W 2006 roku czasopismo „CD-Action” w plebiscycie na najlepszą grę dziesięciolecia umieściło ją na 79. miejscu. W 2012 roku gra znalazła się na 31. miejscu najlepszych gier cRPG wszech czasów według IGN. Redakcja serwisu Gry-Online w 2014 roku przyznała Neverwinter Nights 40. miejsce na liście najlepszych gier cRPG wszech czasów.
Kanadyjski Czerwony Krzyż złożył skargę do twórców, żeby usunęli oni symbol czerwonego krzyża z torb uzdrowicieli. Po poprawkach symbol został usunięty.

### Użycie naukowe
Zmodyfikowana wersja Neverwinter Nights była używana w celach edukacyjnych w West Nottinghamshire College w Anglii do nauczania matematyki. Zarówno gra, jak i edytor Aurora były również wykorzystywane przez Macquarie University w Australii. Na University of Minnesota produkcja była używana na wydziale dziennikarstwa, gdzie zadaniem studentów podczas rozgrywki było zbieranie faktów i przepytywanie świadków. Natomiast Uniwersytet Indiany stworzył moduł do gry o nazwie Arden: World Of William Shakespeare, przy użyciu którego studenci mogli przenieść się do świata opisanego w wierszach Szekspira.

## Kontynuacje
Po kilku miesiącach od ukazania się gry pojawiły się do niej dwa dodatki. Pierwszy z nich, Neverwinter Nights: Shadows of Undrentide wydany w czerwcu 2003 roku, opowiada o losach ucznia krasnoludzkiego awanturnika, Drogana Drogansona. Fabuła ma miejsce w tym samym okresie, co atak Wyjącej Śmierci. Dodatek wprowadził klasy prestiżowe oraz możliwość zmiany ekwipunku towarzyszy.
Drugi dodatek, Hordes of the Underdark, wydany w grudniu 2003 roku kontynuuje wydarzenia z pierwszego rozszerzenia. Gdy główna postać odpoczywa w Waterdeep, miasto zostaje zaatakowane przez potwory z Podmroku. Gra podnosi maksymalny poziom postaci do 40, dodaje nowe klasy prestiżowe i zdolność pozyskania drugiego najemnika.
2 września 2004 roku wydano konwersję gry na telefony komórkowe. Neverwinter Nights: Mobile oferuje rozgrywkę zbliżoną do tej z pierwowzoru. W grze zastosowano widok z góry i uproszczony interfejs użytkownika.
8 grudnia 2006 roku została wydana kontynuacja gry, której akcja ponownie rozgrywa się wokół miasta Neverwinter.
W marcu 2018 roku studio Beamdog wydało odświeżoną wersję gry, zatytułowaną Neverwinter Nights: Enhanced Edition. Gra ukazała się na platformy Microsoft Windows, macOS i Linux.